# Afrikanska mjukpälsråttor
Afrikanska mjukpälsråttor (Praomys) är ett släkte i underfamiljen möss bland gnagarna. Släktet bildas av 16 arter.

## Beskrivning
Som namnet antyder har alla arter en mjuk päls som kan vara kort eller lång, beroende på arten. Pälsens färg varierar mellan gulaktig, rödbrun och grå på ovansidan samt vitaktig, gul och ljusgrå på undersidan. Kroppen är smal, nosen spetsig och öronen stora och avrundade. Individerna når en längd mellan 9 och 14 centimeter och därtill kommer en 11 till 17 centimeter lång svans. Vikten ligger mellan 21 och 57 gram. Öronen och svansen ser nakna ut men de bär korta hår.
Afrikanska mjukpälsråttor lever i Afrika söder om Sahara. Utbredningsomradet sträcker sig från södra Sudan och Senegal till Angola och Malawi. Habitatet utgörs främst av fuktiga skogar.
Arterna är aktiva på natten och vistas ofta på träd. En del arter bygger på marken eller i träd bon av blad, andra gräver korta jordhålor. De är allätare och livnär sig av frukter, frön och andra växtdelar samt av insekter. Honor av olika arter kan ha flera kullar under året. Per kull föds vanligen 3 eller 4 ungar och ibland upp till 6 ungar. Ungarna diar sin mor cirka en månad och de är efter ungefär 2,5 månader full utvecklade. Exemplaren lever i naturen upp till 20 månader. En individ i fångenskap blev 5 år och 2 månader gammal.

## Systematik
Wilson & Reeder (2005) listar afrikanska mjukpälsrattor till den så kallade Stenocephalemys-släktgruppen som är utbred i Afrika.
I släktet skiljs mellan 16 arter:
- Praomys daltoni förekommer i västra Afrika.
- Praomys degraaffi lever i Uganda, Ruanda och Burundi.
- Praomys delectorum finns i östra Afrikas bergstrakter.
- Praomys derooi förekommer i Ghana och Nigeria.
- Praomys hartwigi är bara känd från regionen kring Mount Oku i Kamerun.
- Praomys jacksoni lever i stora delar av centrala Afrika.
- Praomys lukolelae finns i Kongoflodens dalgång.
- Praomys minor lever likaså i Kongoflodens dalgång.
- Praomys misonnei förekommer i nordöstra Kongo-Kinshasa samt i Kenya och Uganda.
- Praomys morio hittas i Kamrun och på ön Bioko.
- Praomys mutoni är bara känd från ett område i norra Kongo-Kinshasa.
- Praomys obscurus lever bara i sydöstra Nigeria.
- Praomys petteri förekommer från Kamerun till Kongo-Brazzaville.
- Praomys rostratus finns i västra Afrika från Senegal till Ghana.
- Praomys tullbergi förekommer i stora delar av västra Afrika.
- Praomys verschureni lever i norra Kongo-Kinshasa.

IUCN listar P. hartwigi, P. morio och P. obscurus som starkt hotade (endangered), P. degraaffi som sårbar (vulnerable) och P. delectorum som missgynnad (near threatened). För P. minor, P. mutoni och P. verschureni saknas tillfredsställande data, de övriga arterna betraktas som livskraftiga.